# Anne Dorthe Tanderup
Anne Dorthe Tanderup, née le 24 avril 1972 à Aarhus, est une ancienne handballeuse internationale danoise.
Avec l'équipe du Danemark, elle participe notamment aux jeux olympiques de 1996 où elle remporte la médaille d'or,.
Après avoir été championne d'Europe en 1994 puis en 1996, le titre de championne du monde qu'elle remporte en 1997 lui permet ainsi d'avoir une médaille d'or dans chacune des trois compétitions majeures. Toutefois, le revers de la médaille de ce titre mondial est que, au cours de la compétition, elle se blesse très sérieusement au genou et doit ainsi arrêter sa carrière à seulement 25 ans.
Elle est mariée avec Bjarne Riis, ancien coureur cycliste aujourd'hui directeur sportif, avec lequel elle a eu 4 garçons.

## Palmarès

### En sélection nationale
Jeux olympiques d'été
- médaille d'or aux Jeux olympiques de 1996 à Atlanta,  États-Unis

championnats du monde
- finaliste du championnat du monde 1993
- troisième du championnat du monde 1995
- vainqueur du championnat du monde 1997

championnats d'Europe
- vainqueur du championnat d'Europe 1994
- vainqueur du championnat d'Europe 1996

### En club
compétitions internationales
- vainqueur de la Ligue des champions en 1992 (avec Hypo Niederösterreich)
- vainqueur de la coupe EHF en 1994 (avec Viborg HK)
- finaliste de la Ligue des champions en 1997 (avec Viborg HK)

compétitions nationales
- championne d'Autriche en 1992 (avec Hypo Niederösterreich)
- vainqueur de la coupe d'Autriche en 1992 (avec Hypo Niederösterreich)
- championne du Danemark en 1994, 1995, 1996 et 1997 (avec Viborg HK)
- vainqueur de la coupe du Danemark en 1994, 1995 et 1997 (avec Viborg HK)